# Стив Болмър
Стив Болмър (на английски: Steve Ballmer, роден на 24 март 1956 г.) е северноамерикански бизнесмагнат, главен изпълнителен директор на корпорацията Microsoft от януари 2000 до февруари 2014 г. По време на управлението му до 2013 г. компанията утроява оборота си и удвоява печалбата си.
Болмър е първият човек, който е станал милиардер (в щатски долари) чрез акции в корпорация, която не е основана от него или негов роднина. В класацията на най-богатите хора на света за 2006 на списание Forbes Болмър със своите 13,6 милиарда долара е на 24 място сред най-богатите хора на света.
Според анализ на Forrester Research Болмър правилно е критикуван за това, че е хванат неподготвен от изместването на пазара на домашни компютри към таблети, но трябва да бъде похвален за успешните продукти като игровата конзола Xbox и търсачката Bing. 

## Кариера
Болмър е роден през 1956 г. в семейството на Беатрис Дворкин (Beatrice Dworkin), белоруска еврейка, и Фредерик Хенри Болмер (Frederic Henry Ballmer), имигрант от Швейцария, мениджър (управител) на Ford Motor Company. Израства близо до Детройт. Запознава се с Бил Гейтс през 1973 г. по време на следването им в Харвардския университет. Там завършва специалност „Математика и икономика“. Работи две години в Проктър и Гембъл като асистент продуктов мениджър и посещава „Graduate School of Business“ към Станфордския университет.
Болмър се присъединява към Microsoft на 11 юни 1980 и е най-старият ѝ сътрудник след Бил Гейтс. През годините е ръководил много отдели, в това число „Operating Systems Development“, „Operations“ и „Sales and Support“. През юли 1998 г. е избран за президент, а на 13 януари 2000 г., когато Бил Гейтс се оттегля от поста на главен изпълнителен директор, Болмър заема неговото място.
Болмър е известен с избухливия си характер, взискателността към сътрудниците на компанията и натрапчивата реклама на продуктите на Microsoft, а също със своята неприязън към iPhone – продукта на компанията конкурент Apple.
На 22 август 2013 г. обявява, че ще се оттегли от поста си в следващите 12 месеца. Напуска съвета на директорите на компанията през август 2014 г.
През 2014 г. купува баскетболния отбор от NBA Лос Анджелис Клипърс за 2 млрд. долара.

## Личен живот
От 1990 г. Болмър е женен за Кони Снайдер, служителка в Microsoft, имат трима сина. Семейството живее в Хънтс Пойнт, щата Вашингтон.